# Marinella Pacifico
Marinella Pacifico (Latina, 6 marzo 1962) è una politica italiana, senatrice della Repubblica nella XVIII legislatura, eletta con il Movimento 5 Stelle per poi abbandonarlo in procinto di essere espulsa.

## Biografia
Docente di economia aziendale e geopolitica presso la sezione di Studi Internazionali del Campus dei Licei "Massimiliano Ramadù" in provincia di Latina.
Vincitrice di Concorso a Cattedra entra subito nei ruoli della pubblica amministrazione ed esplica l’attività professionale per quasi tre decenni. 
Nel corso degli anni ricopre ruoli di responsabilità fino ad essere eletta rappresentante sindacale della CISL, partecipando come relatore ai lavori dell’Assemblea Nazionale a Roma alla presenza del Segretario Generale Anna Maria Furlan e ai massimi Dirigenti Nazionali, riscuotendo ampio consenso. 
La passione per la politica, intesa come giustizia sociale, la fa avvicinare al Movimento 5 Stelle (M5S). Dopo l’attivismo espresso nell’ambito dei Diritti Umani e il contesto geopolitico, si candidata prima alle elezioni Europee nel 2014 e poi alle Politiche del 2018.

### Elezione a senatrice
Alle elezioni politiche del 2018 viene eletta al Senato della Repubblica, nelle liste del M5S nella circoscrizione Lazio.
Presidente UIP della Sezione Bilaterale di amicizia Italia Tunisia, segretaria del Comitato di Schengen, componente della Commissione Esteri e Emigrazione.
Il 20 ottobre 2020, in procinto di essere espulsa dal Movimento 5 Stelle, per i mancati versamenti dei contributi mensili al movimento (oltre 12.000 €), l'assenteismo nelle votazioni di fiducia e l'essersi schierata contro il referendum costituzionale sulla riduzione del numero dei parlamentari, la senatrice comunica il suo passaggio al gruppo misto del Senato alla presidente Maria Elisabetta Alberti Casellati. 
Il 25 marzo 2021 aderisce al partito Cambiamo! di Giovanni Toti entrando a far parte della componente del Misto "IDeA e Cambiamo e diventando vice segretario regionale del partito".
Alle elezioni amministrative del 2021 a Latina sostiene, assieme a Cambiamo!, la candidatura dell'ex sindaco Vincenzo Zaccheo, insieme all'intera coalizione di centro-destra, dove candida al consiglio comunale le sue tre figlie; dopo la vittoria al primo turno con quasi il 49%, al ballottaggio non arriva ad avere la maggioranza.
Marinella Pacifico è coordinatore del Dipartimento “Dinamiche Geopolitiche e Sicurezza Interna” del partito e fa parte del Comitato Direttivo oltre che essere il coordinatore della provincia di Latina.
A giugno 2022 Giovanni Toti e Marco Marin insieme a una folta schiera di parlamentari lasciano Coraggio Italia, pertanto Pacifico esce da Cambiamo! e dalla componente Italia al Centro al Senato e l'11 luglio aderisce alla componente del Movimento Associativo Italiani all'Estero, per l'occasione rinominata MAIE-Coraggio Italia.
Alle elezioni politiche anticipate del 2022 si presenta al proporzionale Lazio 2 come capolista di Noi moderati, in quota Coraggio Italia; tuttavia Pacifico non verrà rieletta, in quanto la lista non supera la soglia di sbarramento.

### Fuori dal Parlamento
Successivamente alla mancata rielezione in Parlamento, aderisce a +Europa di Emma Bonino, salvo poi abbandonarlo per aderire al Partito Democratico.

## Vita privata
Si professa fruttariana, ma nello specifico "melariana", ossia si ciba solo di frutta e in particolare di mele.